# Desemboque (Sonora)
No confundir con «El Desemboque», localidad del mismo estado, para otros usos véase: «Desembocadura»
Desemboque es un pueblo del municipio de Caborca ubicado en el noroeste del estado mexicano de Sonora, en la zona del desierto de Sonora y en la costa del Mar de Cortés (Golfo de California). Según los datos del Censo de Población y Vivienda realizado en 2020 por el Instituto Nacional de Estadística y Geografía (INEGI), Desemboque tiene un total de 584 habitantes.
Desemboque debe su nombre a estar localizada en el punto en que el río Asunción, una de las principales corrientes del noroeste de Sonora, desemboca en el golfo de California; en este sentido, es casi homónima a otra localidad situada en la misma costa pero más al sur, Desemboque de los Seris, en el municipio de Pitiquito y en la desembocadura del río San Ignacio, esta última es una de las principales comunidades del pueblo seri en Sonora.
Desemboque se encuentra en las coordenadas 30°34′09″N 113°00′21″O / 30.56917, -113.00583 y a una altitud de 10 metros sobre el nivel del mar, a una distancia de 102 kilómetros al oeste de la cabecera municipal, Caborca, y de 42 kilómetros de la población de Plutarco Elías Calles (La Y Griega) con los que se comunica a través de la Carretera estatal 044 de Sonora, que comienza en Caborca y culmina en Desemboque, atravesando varios centros agrícolas del municipio y el desierto. Desemboque es en la actualidad un pequeño puerto pesquero en el que se está desarrollando una industria de turismo de aventura, atraído por sus paisajes, playas y dunas desérticas donde se pueden practicar actividades recreativas tanto en la playa como en el desierto; cuenta con pequeños restaurantes y supermercados, así como gasolinera y servicios de mecánica.